# تكواع
تكواع (بالعبرية: תְּקוֹעַ) مستوطنة مجتمعية إسرائيلية، أقيمت عام 1975 وأُعيد تأسيسها في عام 1977 جنوب شرق محافظة بيت لحم جنوب الضفة الغربية على أراضي بلدة تقوع، وتقع إداريًا ضمن اختصاص مجلس جوش عتصيون الإقليمي. في عام 2018 كان عدد سكانها 3,882 مستوطنًا.

## الجانب القانوني
يعتبر المجتمع الدولي المستوطنات الإسرائيلية في الضفة الغربية غير قانونية بموجب القانون الدولي، لكن الحكومة الإسرائيلية تعارض ذلك.